# Czarny Bór
Czarny Bór est une localité polonaise, siège de la gmina de Czarny Bór, située dans le powiat de Wałbrzych en voïvodie de Basse-Silésie.